# أنطونيو دينيز دا كروز إي سيلفا
أنطونيو دينيز دا كروز إي سيلفا (بالبرتغالية: António Dinis da Cruz e Silva‏) هو كاتب وقاضي ومؤلف وشاعر برتغالي، ولد في 4 يوليو 1731 في لشبونة في البرتغال، وتوفي في 5 أكتوبر 1799 في ريو دي جانيرو في البرازيل.

## وصلات خارجية
- أنطونيو دينيز دا كروز إي سيلفا على موقع الموسوعة البريطانية (الإنجليزية)
- أنطونيو دينيز دا كروز إي سيلفا على موقع إن إن دي بي (الإنجليزية)